# Norwood (Luizjana)
Norwood – wieś w Stanach Zjednoczonych, w stanie Luizjana, w parafii East Feliciana.